# Sant'Agata di Puglia
Sant'Agata di Puglia (Santaheta in dialetto locale, fino al 1862 chiamata Sant'Agata) è un comune italiano di 1 766 abitanti della provincia di Foggia in Puglia. Di fondazione medievale, per le sue ampie vedute panoramiche il paese è noto con l'appellativo di loggia delle Puglie.

## Geografia fisica
Il comune è situato a 794 m s.l.m. sui monti della Daunia tra i torrenti Calaggio e Frugno, con ampia vista panoramica sul tavoliere delle Puglie con il golfo di Manfredonia, sul Vulture in Basilicata, sugli altopiani e le alture di Lacedonia e Trevico in Irpinia.

## Storia

### Epoca romana
In località Santa Maria d'Olivola si rinvengono quattordici epigrafi sepolcrali di epoca imperiale (II-III secolo d.C.), il che fa ipotizzare l'esistenza di un vicus situato, con ogni probabilità, lungo la Via Herculia. Inoltre, poiché nel corso del medioevo (XII secolo) è attestata, nella medesima area, una chiesa intitolata a Sancta Maria Matri Magna, si può supporre che il sito corrisponda alla statio Ad Matrem Magnam citata nell'Itinerarium Antonini e riferita a un tempio dedicato alla dea Cibele, la cui esatta ubicazione resta però sconosciuta.

### Periodo svevo
Durante la dominazione sveva, la provincia militare di Sant'Agata era denominata "Castellania".
Con decreto imperiale del 5 ottobre 1239 Federico II di Svevia incluse quello di Sant'Agata fra i castra exempta (letteralmente, "castelli esentati"), ritenuti di primaria importanza sia a scopo difensivo sia come residenze imperiali. Per essi si riservò personalmente la scelta e la nomina dei castellani. Nello stesso anno, fu emanato un mandato imperiale che obbligava gli abitanti del giustizierato di Principato e Terra Beneventana a riparare il Castello di Sant'Agata; nel 1250 l'obbligo fu esteso agli abitanti di alcuni centri della Capitanata: «Casale di Sant'Antuono, Ascoli, Candela, Santo Stefano in Iuncarico e San Pietro in Olivola, le quali terre debbono anche prestare una determinata obbligazione ogni anno nel predetto castello».

### Dominazione angioina
Con la successiva dominazione angioina il Castello di Sant'Agata conservò la funzione di provincia militare e amministrativa. Il re Carlo I d'Angiò aveva un'abitazione privata all'interno del castello, dove fra il 1269 e il 1270 aveva fatto ornare la cappella dedicata a sant'Agata e vi aveva fatto collocare tre artistiche lonze, oggi perdute. Dal 1274 al 1279 Carlo I diede mandato al Giustiziere di Capitanata di provvedere a ulteriori riparazioni del maniero, nel frattempo resesi necessarie: il mandato reale del 1279 confermò l'obbligo di contribuirvi ai paese già individuati da Federico II.
Nel 1294, quando Carlo II d'Angiò era succeduto al padre, il castello era ancora regio e ne era Signore Goffredo de Jonville; nel 1296 il monarca ordinò "alle terre" del fu Goffredo di obbedire a suo fratello Giovanni. Nel 1304 era Signora di Sant'Agata Filippa Belmonte.
Nel 1396 il viceré convocò nel castello di Sant'Agata un parlamento per il bene pubblico al quale parteciparono tutti i baroni che avevano seguito la fazione angioina e, seguendo l'esempio di Napoli che aveva costituito gli Otto del Buono Stato della città, furono eletti in quel parlamento sei deputati per il Buono Stato del Regno. Nel 1419 il castello risultava essere ancora regio: il 10 giugno di quell'anno la regina Giovanna II d'Angiò diede per la Castellania di Sant'Agata 100 ducati al grande Camerario del Regno di Sicilia Pandolfello Piscopo. Il territorio di Sant'Agata era stato infeudato agli Jonville, dai quali passò ad Andreis de Perretto, la cui vedova, contessa di Troia, lo trasmise a Francesco Orsini, che ella sposò in seconde nozze. Alla morte del re angioino Roberto, era conte di Sant'Agata Carlo d'Artus. Dopo l'eccidio della famiglia d'Artus la Contea passò a Bartolomeo Tomacelli (Tomasello-Cybo).

### Periodo aragonese

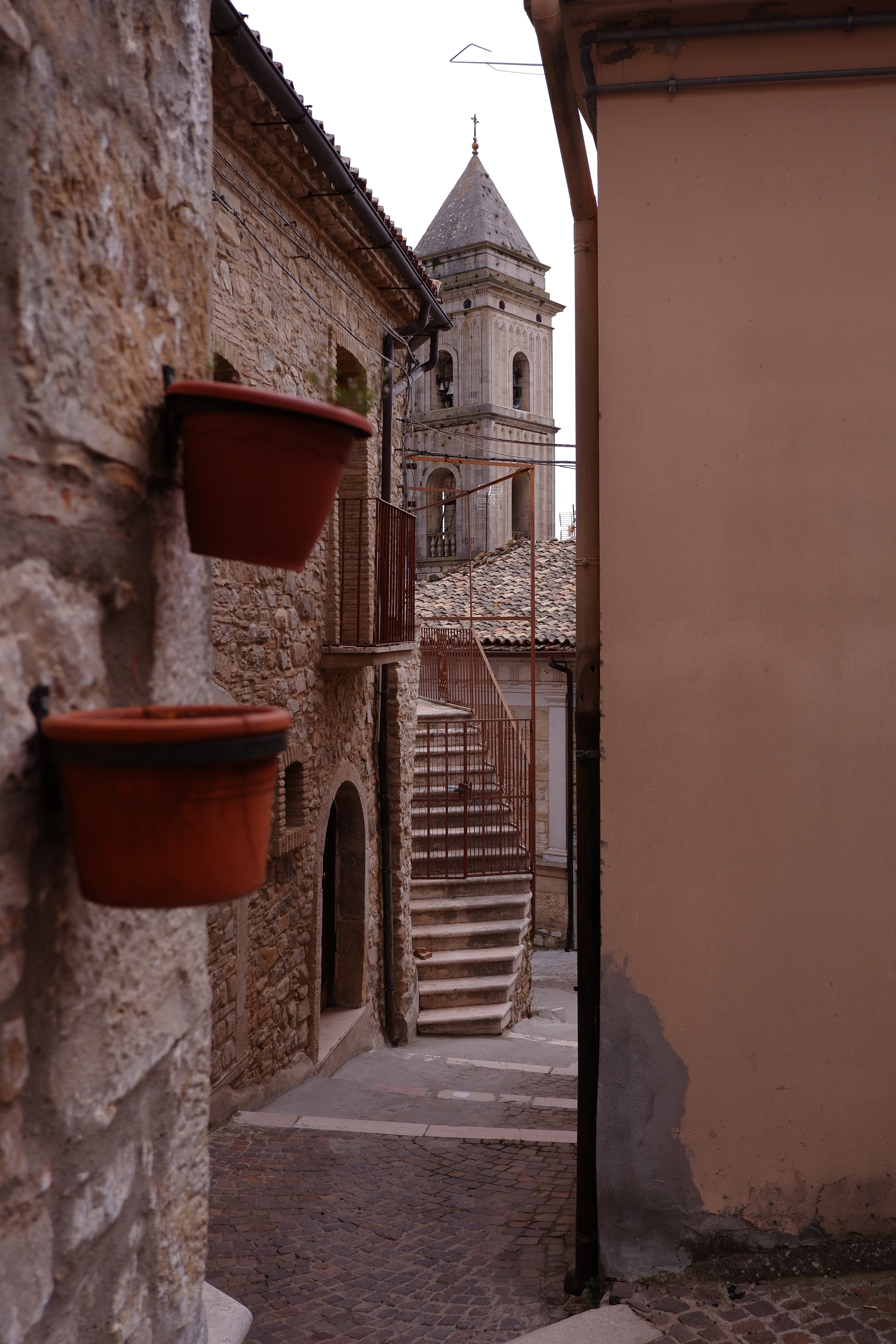
Uno scorcio del centro storico

Sotto Alfonso d'Aragona il castello era in potere della casa Orsini che possedette l'alta signoria di Sant'Agata per anni. Nel 1557 il Viceré di Napoli Duca d'Alba, supponendo che un esercito potesse invadere il regno, ordinò a don Garcia di Toledo di fortificare, oltre a Venosa ed Ariano, anche Sant'Agata. Il castello subì le prime modifiche con gli Orsini, quando divenne residenza ducale.

#### Le famiglie nobili di Sant'Agata
I Loffredo, «famiglia ricca di sangue, di antenati e di pubblici uffici», entrarono nelle pertinenze di Sant'Agata sin dal 1526 quando Cicco Loffredo, marchese di Trevico e di altri territori, ebbe in enfiteusi il distrutto casale di San Pietro in Olivola con tutto il territorio. Poi acquisirono anche il Casale di Santa Maria d'Olivola.
Nel 1576 Carlo Loffredo comprò dagli Orsini la signoria di Sant'Agata per 36.000 ducati. Con i Loffredo il castello perse man mano le sue antiche strutture per divenire residenza marchesale.
La casata Loffredo si distinse per le opere pie adoperandosi per l'edificazione del convento di San Carlo dell'Ordine Francescano dei Riformati. Nel 1613 l'edificio era già compiuto: qui, nel 1664 fu istituito un lanificio per i frati della Provincia e una scuola di filosofia e teologia. Fu abbattuto negli anni '60 per realizzare l'attuale campo sportivo. Il castello rimase proprietà della famiglia Loffredo sino alla metà dell'Ottocento.
La famiglia del Buono: nel 1862 acquisisce il castello; esso infatti risulta venduto a Francesco del Buono con atto per notaio Ramino Volpe in Sant'Agata. Dal 1870 hanno attuato massicci lavori di restauro e ricostruzione del Castello, dandogli l'attuale configurazione nella sua parte superiore. In seguito al terremoto del Vulture del 1930 che colpì duramente il subappenino dauno, i del Buono spesero molte energie per i necessari ulteriori lavori di ricostruzione che riguardarono le coperture dell'ala sud e il consolidamento delle strutture murarie. Durante il secondo conflitto mondiale, grazie al castello furono di ausilio a tutta la popolazione di Sant'Agata e a profughi provenienti da Foggia bombardata.
Nel 2000, l'amministrazione comunale di Sant'Agata, usufruendo di una nuova norma che ne sanciva il diritto di prelazione,
ha acquisito la proprietà del Castello, durante un passaggio tra gli eredi del Buono.

### Simboli
Lo stemma e il gonfalone sono stati concessi con decreto del presidente della Repubblica del 4 ottobre 2001.
(D.P.R. del 4 ottobre 2001)
Il gonfalone municipale è un drappo di azzurro con la bordatura di giallo.

## Monumenti e luoghi d'interesse

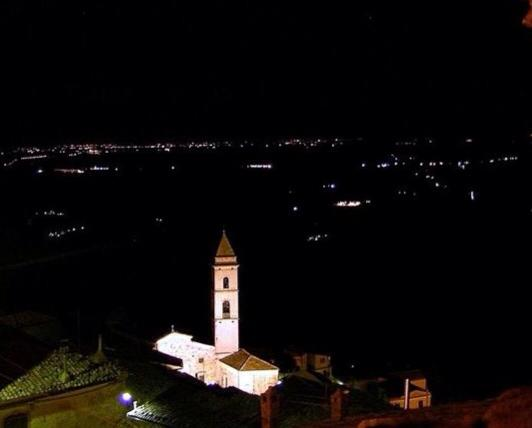
La Chiesa Madre di San Nicola vista dal castello imperiale

L'impianto urbanistico della cittadina conserva la struttura medievale; si è sviluppato in forma spiraliforme a partire dal castello verso valle in un progredire di vicoli, ripide scalinate, archi, torrette, campanili, case con caratteristici portali, fino all'ultima cinta di cui l'entrata era la Porta Nuova con le chiese posizionate sui lati del paese. Sant'Agata oggi conserva la doppia cinta muraria: la più antica, racchiude il Castello di epoca longobarda restaurata in seguito dai Normanni e rinforzata dagli Svevi e dagli Angioini; la seconda cinta muraria racchiudeva la cittadella con l'Arco della Porta Nuova. La ricchezza della città è testimoniata dai diversi palazzi gentilizi, dalle numerose chiese edificate e dalla presenza di tre manufatti conventuali: il convento delle Vergini (attuale albergo e museo), il convento dei Francescani Riformati (successivamente distrutto) ed il convento dell'Annunziata.

### Castello imperiale
Il castello imperiale è il simbolo di Sant'Agata di Puglia, fu una roccaforte di controllo militare sulla valle del torrente Calaggio ai tempi dei Longobardi e dei Bizantini, per poi passare nell'XI secolo sotto il dominio dei Normanni.
Dopo un periodo di dominio della casata di Svevia, il castello passò agli Angioini e agli Aragonesi. Sotto Alfonso V d'Aragona la struttura divenne di proprietà della famiglia degli Orsini. Questi ultimi realizzarono i primi lavori al castello atti a trasformarlo da fortezza militare a edificio residenziale. Nel 1576, gli Orsini vendettero il castello ai Loffredo, i quali continuarono a trasformarlo in una residenza a scopo abitativo; fu poi abbandonato e abitato saltuariamente.
Dai primi anni del XIX secolo il castello, ormai rudere, fu acquisito da Francesco del Buono e da allora è appartenuto alla famiglia del Buono che negli anni lo ricostruì e gli diede l'attuale struttura, facendone per quasi due secoli la propria residenza. Numerosi sono stati gli interventi e le ristrutturazioni fatte in questo periodo dai del Buono, mantenendolo e preservandolo fino ai giorni nostri.
Nel 2000 grazie ad una nuova legge che permetteva il diritto di prelazione nei trasferimenti di beni culturali, l'amministrazione comunale poté acquisirlo.
Da allora il castello divenne un bene pubblico e subi diversi lavori di restauro, il primo nel 2004 e in seguito nel 2018. In quest'ultimo intervento fu completamente ristrutturata anche la piccola cappella all'interno della corte del castello e le mura di cinta all'esterno.

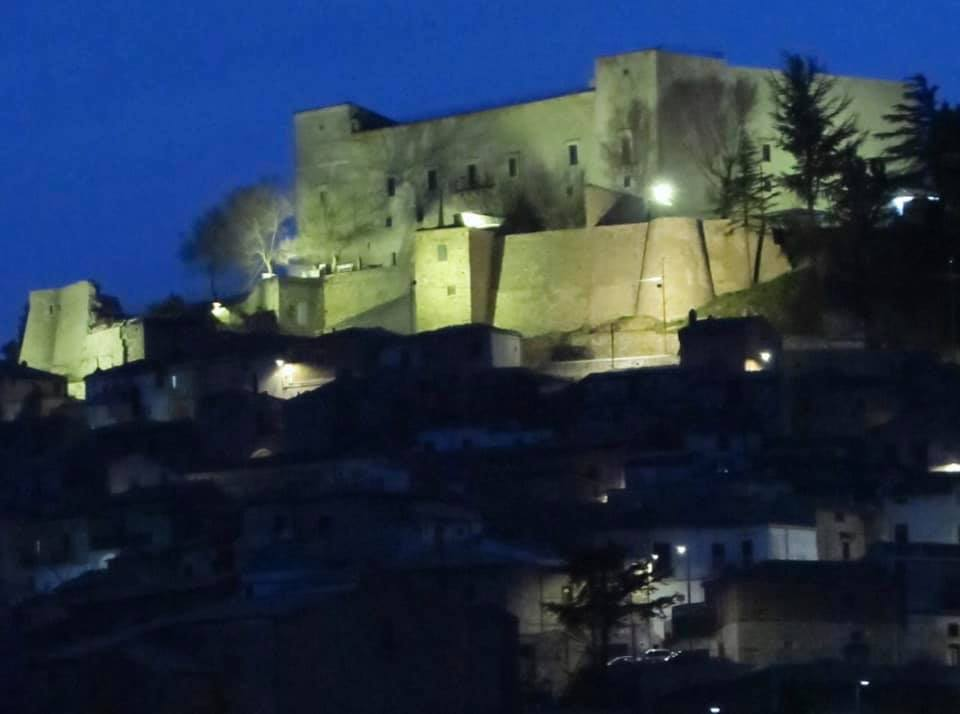
Vista del castello di sera

## Società

### Evoluzione demografica
Abitanti censiti

### Lingue e dialetti
Il dialetto santagatese rientra nel gruppo dauno-irpino, presentando caratteri di transizione verso i dialetti irpini parlati nell'estremo entroterra della Campania.

## Cultura
Nel 2002 il borgo ha ottenuto la bandiera arancione dal Touring Club Italiano, mentre dal 2016 è divenuta "città del buon vivere" grazie al riconoscimento ricevuto dall'associazione internazionale Slow Food.

### Cinema
A Sant'Agata sono stati girati (in parte o interamente) i seguenti film:
- Il generale dei briganti, miniserie TV del 2012 di Paolo Poeti
- Belli ciao, film del 2022 di Pio e Amedeo

## Amministrazione
Di seguito è presentata una tabella relativa alle amministrazioni che si sono succedute in questo comune.
| Periodo          | Periodo          | Primo cittadino       | Partito                                                        | Carica      | Note   |
| ---------------- | ---------------- | --------------------- | -------------------------------------------------------------- | ----------- | ------ |
| 19 novembre 1984 | 21 maggio 1990   | Lino Mele             | Partito Comunista Italiano                                     | Sindaco     | [ 12 ] |
| 21 maggio 1990   | 24 aprile 1995   | Lino Mele             | Partito Democratico della Sinistra, Partito Comunista Italiano | Sindaco     | [ 12 ] |
| 24 aprile 1995   | 14 giugno 1999   | Lino Mele             | lista civica                                                   | Sindaco     | [ 12 ] |
| 14 giugno 1999   | 14 giugno 2004   | Vito Nicola Cristiano | lista civica                                                   | Sindaco     | [ 12 ] |
| 14 giugno 2004   | 8 giugno 2009    | Vito Nicola Cristiano | centro                                                         | Sindaco     | [ 12 ] |
| 8 giugno 2009    | 26 maggio 2014   | Lorenzo Russo         | lista civica                                                   | Sindaco     | [ 12 ] |
| 26 maggio 2014   | 26 maggio 2019   | Luigi Russo           | lista civica                                                   | Sindaco     | [ 12 ] |
| 27 maggio 2019   | 22 dicembre 2020 | Nicola Lasalvia       | lista civica                                                   | Sindaco     | [ 12 ] |
| 24 dicembre 2020 | 4 ottobre 2021   | Caterina De Mutiis    | -                                                              | Commissario | [ 12 ] |
| 4 ottobre 2021   | in carica        | Pietro Bove           | Lista Civica S. Agata Nel 2000                                 | Sindaco     | [ 12 ] |